# Østerbro Avis
Østerbro Avis er en lokalavis, der udkommer ugentlig på i bydelen Østerbro i København. Avisen udkom første gang 1. november 1929 og udgives i dag i et oplag på 42.000 eksemplarer.